# Juan Francisco
Juan Ramón Francisco González (Bonao, 24 de junho de 1987) é um jogador de beisebol dominicano, que joga na posição de primeira-base (first baseman).

## Carreira
Francisco compôs o elenco da Seleção Dominicana de Beisebol nos Jogos Olímpicos de Verão de 2020 em Tóquio, onde conquistou a medalha de bronze após derrotar a equipe sul-coreana na disputa pelo pódio.